# Kim Winona
Kim Winona (* 10. Oktober 1930 in Nebraska als Constance Elaine Mackey; † 23. Juni 1978 in Los Angeles) war eine US-amerikanische Schauspielerin.

## Leben
Winona war als Sioux Angehörige der Volksgruppe der Indianer Nordamerikas und wuchs in einem Indianerreservat in South Dakota auf. Sie heiratete und zog mit ihrem Mann nach Los Angeles, wo sie zunächst einer Bürotätigkeit nachging. Aufgrund ihres Äußeren erhielt sie bald auch Aufträge als Fotomodell, dann wurde sie zu einem Filmcasting eingeladen. Zwar ging die Rolle an eine andere Schauspielerin, als jedoch 1955 die Produktionsgesellschaft von Roy Rogers nach einer Schauspielerin suchte, die eine junge Indianerin in der Westernserie Großer Adler – Häuptling der Cheyenne spielen sollte, erinnerte man sich ihrer. An der Seite von Keith Larsen spielte sie 24 Episoden lang die Rolle der Morgenröte; nach dem Ende der ersten Staffel wurde die Serie jedoch eingestellt. Sie verfolgte daraufhin ihre Schauspielkarriere nicht weiter.
Winona war drei Mal verheiratet und hatte zwei Kinder. Sie starb 1978 an den Folgen selbst beigebrachter Schussverletzungen im Alter von 47 Jahren.

## Filmografie

### Fernsehen
- 1955–1956: Großer Adler – Häuptling der Cheyenne (Brave Eagle)